# Hudson (Maine)
Hudson és una població dels Estats Units a l'estat de Maine (EUA). Segons el cens del 2000 tenia 1.393 habitants.

## Demografia
Segons el cens del 2000, Hudson tenia 1.393 habitants, 508 habitatges, i 386 famílies. La densitat de població era de 14,2 habitants/km².
Dels 508 habitatges en un 37,6% hi vivien nens de menys de 18 anys, en un 62,8% hi vivien parelles casades, en un 7,9% dones solteres, i en un 24% no eren unitats familiars. En el 15,2% dels habitatges hi vivien persones soles el 3,5% de les quals corresponia a persones de 65 anys o més que vivien soles. El nombre mitjà de persones vivint en cada habitatge era de 2,74 i el nombre mitjà de persones que vivien en cada família era de 3,03.
Per edats la població es repartia de la següent manera: un 27,5% tenia menys de 18 anys, un 7,7% entre 18 i 24, un 34,7% entre 25 i 44, un 23% de 45 a 60 i un 7,1% 65 anys o més.
L'edat mediana era de 35 anys. Per cada 100 dones de 18 o més anys hi havia 106,5 homes.
La renda mediana per habitatge era de 38.594 $ i la renda mediana per família de 40.982 $. Els homes tenien una renda mediana de 32.188 $ mentre que les dones 21.146 $. La renda per capita de la població era de 15.850 $. Entorn de l'11,2% de les famílies i el 13% de la població estaven per davall del llindar de pobresa.